# Répertoire de la pharmacologie
Répertoire de la pharmacologie.

## Système cardiovasculaire

### Médicaments de l'insuffisance cardiaque

#### Glycosides digitaliques
- La digoxine n'a plus qu'une place limitée dans la prise en charge des patients atteints d'insuffisance cardiaque, mais elle est parfois utilisée dans la fibrillation auriculaire pour ralentir la réponse ventriculaire.
- La digitoxine a le même coefficient thérapeutique étroit que la digoxine et, à effet inotrope égal, elles ont la même probabilité d'entraîner des effets indésirables. Elles diffèrent cependant par leurs propriétés pharmacocinétique (36 heures pour la digoxine lorsque la fonction rénale est normale, 6 jours pour la digitoxine). Il n'existe actuellement plus de spécialité à base de digitoxine sur le marché belge.
- La métildigoxine a probablement les mêmes propriétés, effets indésirables et interactions que la digoxine. Étant donné que l'expérience avec la digoxine est beaucoup plus grande, l'utilisation de métildigoxine n'est pas justifiée.

Indications
Fibrillation auriculaire (pour ralentir un rythme ventriculaire rapide ou en cas d'insuffisance cardiaque symptomatique).
Contre-indications
- Bloc auriculo-ventriculaire (surtout au 2e ou 3e degré).
- Cardiomyopathie obstructive
- Syndrome de Wolff-Parkinson-White.

Effets indésirables
- Nausées et autres troubles gastro-intestinaux.
- Arythmies (extrasystoles ventriculaires, tachycardie auriculaire avec bloc AV = auriculo-ventriculaire).
- Manifestations neurologiques (p. ex. fatigue,  troubles visuels).
- Risque accru d'effets indésirables en cas d'hypokaliémie.

Précautions particulières
- Pour la digoxine, la résorption est incomplète et variable : les différences de résorption peuvent être dues à la forme galénique ou à des interactions.
- La marge thérapeutique-toxique est étroite. La détermination des concentrations plasmatiques de la digoxine (classiquement entre 1 et 2 ng/ml, mais moins chez les personnes âgées) peut être indiquée. Dans l'étude DIG réalisée chez des patients atteints d'insuffisance cardiaque et d'une diminution importante de la fonction ventriculaire gauche, une mortalité accrue a été observée avec des concentrations de digoxine supérieures à 1,2 ng/ml.
- Il faut tenir compte de la fonction rénale (surtout pour la digoxine). La plupart des cas de toxicité sont dus à des doses trop élevées, p. ex. lorsqu'on ne tient pas compte de facteurs tels que l'âge ou une insuffisance rénale.
- En cas d'intoxication sévère, l'administration d'anticorps antidigoxine peut être indiquée.

Interactions

### Antiangoreux
Médicament utilisé dans le traitement de l'insuffisance coronarienne (défaut d'irrigation du muscle cardiaque par les artères coronaires).

### Antiarythmiques
Médicament destiné à corriger certains troubles du rythme cardiaque, surtout les contractions trop rapides ou inefficaces.

### Antihypertenseurs
Médicament utilisé dans le traitement de l'hypertension artérielle.
FORMES PRINCIPALES
Le choix entre les différents antihypertenseurs, comportant éventuellement une association de plusieurs d'entre eux, est décidé en fonction de l'âge, des pathologies associées, de la tolérance au produit.
— Les antihypertenseurs centraux (clonidine, méthyldopa) agissent sur la commande cérébrale de l'appareil cardiovasculaire et diminuent les effets vasoconstricteurs périphériques. Ils risquent de provoquer bradycardie et somnolence.
— Les diurétiques favorisent l'élimination du sodium et de l'eau dans les urines, ce qui diminue les volumes de liquide dans les vaisseaux, donc leur pression. Leurs effets indésirables comprennent hypokaliémie, déshydratation et insuffisance rénale.
— Les inhibiteurs de l'enzyme de conversion empêchent l'action hypertensive d'un groupe de substances rénales appelé système rénine-angiotensine. Ils provoquent parfois une toux sèche ou, rarement, des réactions allergiques (urticaire, œdème de Quincke).
— Les bêtabloquants agissent directement sur le myocarde (muscle du cœur). Ils risquent d'accroître un trouble de la conduction ou une bradycardie s'ils sont mal utilisés.
— Les inhibiteurs calciques relâchent les fibres musculaires contenues dans la paroi des artères. Leurs effets indésirables, rares, peuvent associer insuffisance cardiaque et œdème des membres inférieurs.
INDICATIONS ET SURVEILLANCE
Les antihypertenseurs diminuent les chiffres des pressions artérielles systolique (maxima) et diastolique (minima) afin de prévenir les complications de l'hypertension. Du fait que certaines d'entre elles n'apparaissent qu'après des dizaines d'années, le traitement est en général de longue durée.
Une surveillance à intervalles réguliers s'impose pour vérifier l'efficacité du traitement, l'absence d'une chute de pression excessive, l'absence d'apparition d'effets indésirables.

### Diurétiques
Médicament augmentant l'excrétion urinaire de l'organisme, utilisé dans le traitement de l'hypertension artérielle et des œdèmes.

#### Formes principales
Il existe trois types de diurétiques, qui agissent chacun sur un segment du néphron (unité fonctionnelle du rein) : les diurétiques thiazidiques (bendrofluméthiazide, chlortalidone, clopamide, hydrochlorothiazide, xipamide), les diurétiques de l'anse (bumétanide, furosémide) et les diurétiques d'épargne potassique (amiloride, triamtérène, antialdostérones tels que le canrénoate de potassium et la spironolactone). Le mécanisme d'action général des diurétiques consiste à favoriser l'élimination des ions du plasma sanguin (surtout le sodium et le chlore), provoquant un phénomène d'osmose qui entraîne dans l'urine l'eau du plasma sanguin.

#### Indications et contre-indications
Les principales indications des diurétiques sont l'hypertension artérielle et les œdèmes dus à une insuffisance cardiaque, à une maladie rénale ou à une cirrhose hépatique. L'emploi des médicaments diurétiques dans les régimes amaigrissants n'a pas d'efficacité réelle : il provoque une perte d'eau, parfois néfaste, mais aucune perte de graisse.
Les contre-indications et interactions médicamenteuses sont très nombreuses et varient selon les produits. Ainsi, les diurétiques, sauf ceux de l'anse, sont contre-indiqués en cas d'insuffisance rénale et incompatibles avec les anti-inflammatoires.

#### Mode d'administration
L'administration est habituellement orale. Les diurétiques de l'anse existent aussi sous forme injectable pour les cas d'urgence.

#### Effets indésirables
Outre l'aggravation d'une insuffisance rénale, les diurétiques peuvent avoir pour effet indésirable des anomalies des taux des ions sanguins (baisse du sodium, augmentation ou diminution du potassium), un diabète, des réactions allergiques. Les diurétiques de l'anse entraînent parfois une surdité, réversible en cas d'arrêt rapide du traitement

## Système gastro-intestinal

### Médicaments contre les hémorroïdes
- Spécialités AVEC corticostéroïdes : sous forme de crème en usage externe

```
 - Xylocaïne  (contient de la 
lidocaïne
 pour son effet anesthésiant)
 - Rectovasol
```

- Spécialités SANS corticostéroïdes : sous forme de crème en usage externe

```
 - Trianal 
 - Hemosedan 
 - Ultraproct 
```

- Veinotropes en usage interne

```
 - Daflon (jusque 6 par jour) 
 - Venoruton 
```

- Sous forme de suppositoires (anti-inflammatoire + antiseptiques + anesthésique à effet local seulement)

```
 - Anusol (anti inflammatoire non stéroïdiens)
```